# Schaltungstheorie
Die Schaltungstheorie (auch Theorie der Schaltungen) ist ein Teilgebiet der Elektrotechnik. Sie beschäftigt sich mit der Entwicklung von Modellen (konkret: Netzwerkmodellen) zur Beschreibung elektrischer Schaltungen.
Bei dieser Modellbildung wird von physikalischen Bauelementen abstrahiert und zu idealisierten Netzwerkelementen übergegangen. Dabei werden im Allgemeinen (d. h. in erster Näherung) folgende Vereinfachungen getroffen:
- Leitungen werden als ideal leitfähig, also widerstandsfrei, angenommen.
- Alle Bauelemente gelten als zeitinvariant, ihre Parameter ändern sich also nicht mit der Zeit.
- Reale Bauelemente werden durch ideale Schaltungselemente angenähert:

- ohmscher Widerstand → idealer Elektrischer Widerstand
- Kondensator → Kapazität
- Spule → Induktivität
- Spannungs- und Stromquellen → ideale Spannungs- bzw. Stromquelle und Innenwiderstand

Aus einer real existierenden Schaltung wird so ein idealisiertes Netzwerkmodell, in der Regel ein Graph (auch Netzwerk genannt) aus Zwei- und Vierpolen. Ein solches Netzwerkmodell kann dann mit den Methoden der Systemtheorie analysiert werden.